# ШК Щурм
Шпортклуб Щурм Грац (на немски: SK Sturm Graz) е футболен отбор от австрийския град Грац. Участва в Австрийската Бундеслига. Цветовете на основания през 1909 г. клуб са черно и бяло. Стадионът на отбора се казва УПЦ Арена и се намира в квартала Либенау. Основният спонсор на отбора е Puntigamer.

## История
„Щурм Грац“ е основан като отбор на работещи мъже през 1909 година (за разлика от съгражданите си от ГАК). В периода от 1921 до 1949 Щурм печели първенството на Щирия 11 пъти. Когато Австрия става част от Нацистка Германия отборът играе в „Гаулига Остмарк“. През 1949 г. „Щурм Грац“ започва участие в националната лига на Австрия като първият отбор, който не е от Виена.

## Успехи
- Национални:
  - Австрийска Бундеслига:
    -  Шампион (5): 1997/98, 1998/99, 2010/11, 2023/24, 2024/25
    -  Сребърен медал (8): 1980/81, 1994/95, 1995/96, 1999/2000, 2001/02, 2017/18, 2021/22, 2022/23
    -  Бронзов медал (4): 1969/70, 1996/97, 2016/17, 2020/21

  - Купа на Австрия
    -  Носител (7): 1996, 1997, 1999, 2010, 2018, 2023, 2024
    -  Финалист (4): 1947/48, 1974/75, 1997/98, 2001/02

  - Суперкупа на Австрия
    -  Носител (3): 1996, 1998, 1999

- Международни:
  - Купа на УЕФА:
    - 1/4 финал (4): 1988/89, 1991/92, 1995/96, 1999/00, 2002/03

  - Купа Интертото
    -  Носител (1): 2008 (Победител)

  - УЕФА Шампионска лига:
    - 3 участия в групите – 1998/99, 1999/00, 2000/01

## Любопитни факти
- „Щурм Грац“ се е изправял веднъж срещу българския Левски София. Двубоите са от втория кръг на турнира за Купата на УЕФА. Мачът в София завършва с победа за Левски София, а този в Грац – с победа за Щурм. При дузпите драмата е голяма като австрийците печелят с 8:7.

## Български футболисти
- Кирил Десподов: 2019/20  – (19 мача - 8 гола)